# 파인텍
파인텍(Finetek Co. Ltd.)은 대한민국의 모바일 디스플레이 모듈 기업이다. 모바일디스플레이의 BLU(Back Light Unit), LCM(LCD Module)과 TSM(Touch Screen Module)를 생산한다. 본사는 서울특별시 마포구 마포대로 38 내제2층202호(도화동)에 위치해 있으며 대표이사는 장석준이다.

## 투자
2023년 메타버스 기업인 '와이엠엑스(YMX)'에 10억원 규모의 투자를 한 바 있다

## 상장
2015년 8월 17일 주관사를 NH투자증권으로 공모가 10,500원에 상장하였다.

## 참고 문헌
1. ↑  파인텍, 이차전지 장비사업 '본궤도'…고객사·매출 동시 확대, 지디넷코리아, 2023년 9월 25일
2. ↑  유진투자증권 2015년 7월 29일
3. ↑  신건식, BNK투자증권 기업분석보고서 파인텍, 2015년 7월 29일
4. ↑  
파인텍, 메타버스 플랫폼 전문기업 '와이엠엑스' 투자 "시너지 효과 기대", 뉴스핌, 2023년 8월 11일
5. ↑  파인텍, 다음달 14일 상장…“글로벌 시장 공략 강화할 것“, 매일경제, 2015-07-29